# Erna Danielsson
Erna Viveka Danielsson, född 22 november 1954, är en svensk sociolog. Danielsson disputerade 2002 vid Umeå universitet på en avhandling under rubriken Är delaktighet möjlig i en byråkrati? : en fallstudie inom Försvarsmakten av det arbete som föregick försvarsbeslut -96. Sedan 2020 är hon professor i sociologi vid Mittuniversitetet.

## Biografi
Danielsson var efter disputationen verksam vid Försvarshögskolan där hon främst forskade kring ledarskap inom en militär organisation. Sedan 2006 är Danielsson verksam vid Mittuniversitetet i Östersund där hennes fokus har varit forskning kring krishantering och samverkan under räddningsinsatser med studier kring krishantering inom skola, vård och äldreomsorg. Hon har även som forskningsledare inom Risk and Crisis Research Center (RCR) varit delaktig i uppbyggnaden av RCR-lab, ett samhällsvetenskapligt simuleringslaboratorium där vilka miljöer och situationer kan simuleras och dokumenteras och som kan användas främst för forskning, metodutveckling och övningar inom risk-, kris- och säkerhetsområdet. I samband med Coronaviruspandemin 2019–2021 har hon studerat krisberedskapen på lokal nivå.

## Publikationer (urval)
- Danielsson, E. & Sjöstedt Landén, A. (2020). Leader Normativity in Crisis Management : Tales From a School Fire. Risk, Hazards & Crisis in Public Policy, vol. 11: 2, ss. 139-165.
- Danielsson, E. , Petridou, E. , Lundgren, M. , Olofsson, A. , Große, C. & Röslmaier, M. (2020). Risk Communication : A Comparative Study of Eight EU Countries. MSB
- Petridou, E. , Paltrinieri, N. & Danielsson, E. (2020). Risk and uncertainty : From critical thinking to practical impact. Safety Science, vol. 129
- Danielsson, E. , Nyhlén, J. & Olausson, P. M. (2020). Strategic planning for power shortages. Energy Policy, vol. 137
- Danielsson, E. (2020). The value of crisis plans. Journal of Emergency Management, vol. 18: 4, ss. 281-293.
- Petridou, E. , Danielsson, E. , Olofsson, A. , Lundgren, M. & Große, C. (2019). If Crisis or War Comes : A Study of Risk Communication of Eight European Union Member States. Journal of International Crisis and Risk Communication Research, vol. 2: 2, ss. 207-232.
- Olausson, P. M. , Björkqvist, O. , Danielsson, E. , Große, C. , Larsson, A. , Nyhlén, J. & Wallman Lundåsen, S. (2018). Från myndighet till medborgare och tillbaka: En studie av samverkan och kommunikation inomramen för STYREL. Eskilstuna : Energimyndigheten
- Danielsson, E. (2016). Following Routines : A Challenge in Cross-Sectorial Collaboration. Journal of Contingencies and Crisis Management, vol. 24: 1, ss. 36-45.
- Johansson, R. , Karlsson, R. , Oscarsson, O. & Danielsson, E. (2015). Att använda, leda och samverka med frivilliga : Om kommuners och länsstyrelsers relationer med aktörer utanför den offentliga sektorn inom ramen för det geografiska områdesansvaret. Karlstad : Myndigheten för samhällsskydd och beredskap
- Danielsson, E. , Johansson, R. & Neal, D. M. (2015). Editorial: An Introduction to Nordic Research. International Journal of Mass Emergencies and Disasters, vol. 33: 3, ss. 316-322.
- Danielsson, E. , Alvinius, A. & Larsson, G. (2014). From common operating picture to situational awareness. International Journal of Emergency Management, vol. 10: 1, ss. 28-47.
- Danielsson, E. (2013). The roles of followers : an exploratory study of follower roles in a Swedish context. Leadership & Organization Development Journal, vol. 34: 8, ss. 708-723.
- Danielsson, E. , Johansson, R. & Kvarnlöf, L. (2013). Samverkan under räddningsinsatser. (RCR Working Paper Series 2013:3).
- Danielsson, E. & Carlstedt, B. (2011). The Swedish Reserve Officer: Filling Vacancies or Using Competences. Armed forces and society, vol. 37: 2, ss. 284-300.
- Danielsson, E. , Olofsson, A. , Larsson, G. , Voss, M. & Landgren, J. (2011). Forskningsöversikt Ledning och Samverkan vid olyckor och kriser. Karlstad : Myndigheten för samhällsskydd och beredskap
- Danielsson, E. , Johansson, R. & Eliasson, L. (2011). Samverkan i praktiken. Stockholm : Myndigheten för samhällsskydd och beredskap (MSB forskning ).
- Alvinius, A. , Danielsson, E. & Larsson, G. (2010). Structure versus freedom of action: Leadership during the rescue operation following the 2004 tsunami. International Journal of Emergency Management, vol. 7: 3-4, ss. 304-322.
- Danielsson, E. & Carlstedt, B. (2010). Att attrahera i förändring. Karlstad : Försvarshögskolan (ILM Serie I 60).
- Danielsson, E. & Carlstedt, B. (2009). Reservofficeren : – från att fylla vakanser till att nyttja kompetenser. Karlstad : Försvarshögskolan (ILM I:50).
- Danielsson, E. & Weibull, A. (2008). Sociology at Military Academies : The Swedish Case. Armed forces and society, vol. 35: 1, ss. 91-105.
- Larsson , G. , Bartone, P. T. , Bos-Bakx, M. , Danielsson, E. , Jelusic, L. , Johansson, E. & Moelker, R. (2006). Leader Development in Natural Context : A Gounded Theory Approach to Discovering How Military Leaders Grow. Military Psychology, vol. 18: 3, ss. 69-81.
- Danielsson, E. & Wolvén, L. (2006). Vad betyder delaktighet i en byråkrati - mening och undermening bland olika maktigrupperingar inom Försvarsmakten.
- Danielsson, E. (2002). Är delaktighet möjlig i en byråkrati? : En fallstudie inom Försvarsmakten av det arbete som föregick försvarsbeslut -96. Diss. Umeå : Umeå Universitet, 2002 (Akademiska avhandlingar vid Sociologiska institutionen Umeå Universitet : 26)